# رنی استابز
 رنی استابز (: Rennae Stubbs؛ زاده ۲۶ مارس ۱۹۷۱) یک تنیس‌باز اهل استرالیا است.